# Hige wo Soru. Soshite Joshi Kōsei wo Hirou.
Hige wo Soru. Soshite Joshi Kōsei wo Hirou. (ひげを剃る。そして女子高生を拾う。?  lit: Me afeité. Y acepté a una chica de secundaria.) o también como Higehiro, es una serie de novelas ligeras de drama y romance japonesa escrita por Shimesaba e ilustrada por booota de los volúmenes 1 al 3 y 5, y por Imaru Adachi el ilustrador del manga de la serie en el cuarto volumen. Comenzó su serialización en línea en marzo de 2017 en el sitio web de publicación de novelas generadas por los usuarios Kakuyomu de Kadokawa Corporation. Más tarde fue publicado por Kadokawa Shōten siendo compilada en cinco volúmenes desde el 1 de febrero de 2018 hasta el 1 de junio de 2021 bajo su sello Kadokawa Sneaker Bunko. Una adaptación a manga ilustrada por Imaru Adachi se ha serializado en la revista de manga Gekkan Shōnen Ace de Kadokawa Shōten desde noviembre de 2018 hasta enero de 2025 y se ha recogido en trece volúmenes tankōbon. Una adaptación al anime por el estudio Project No.9 se emitió del 5 de abril al 28 de junio de 2021 y contó con 13 episodios.

## Sinopsis
La historia comienza con Yoshida, un empleado de oficina masculino de 26 años especializado en tecnología de la información, quien finalmente había reunido el coraje para confesar sus sentimientos por su empleadora y enamorada de toda la vida, Airi Gotou. Sin embargo, lamentablemente, terminó siendo rechazado y sale a beber con su compañero de trabajo/mejor amigo Hashimoto para aliviar sus penas. Mientras regresa a casa en estado de ebriedad, conoce a Sayu Ogiwara, una adolescente de secundaria que le pide pasar la noche con él. Él la deja entrar por lástima y porque está demasiado cansado para discutir, diciéndose a sí mismo que la echará mañana. Al día siguiente, ahora sobrio, Yoshida le pregunta a Sayu cómo terminó en su departamento: ella revela que se había escapado de su familia y su hogar en Hokkaido y se ha estado prostituyendo con hombres al azar a cambio de un lugar para quedarse. Ahora que conoce su historia de fondo, Yoshida se siente mal por ella y se ve incapaz de echarla de su casa y comienza su tiempo de convivencia.

## Personajes
Yoshida (吉田 Yoshida?)
 Seiyū: Kazuyuki Okitsu
Es un hombre de negocios de 26 años que trabaja para una empresa de TI. Él vivía solo en su casa en Tokio, pero ha vivido con Sayu desde que la conoció y la dejó vivir en su casa. En el trabajo, varias mujeres han tenido citas con él, pero él prefiere "grandes pechos y mujeres mayores", y es insensible a sus acercamientos. Más adelante acompaña a Sayu a Hokkaido para que ésta se reconcilie con su madre. Dos años después se reencuentra con una adulta Sayu en el mismo lugar donde se conocieron y regresan a vivir juntos.
Sayu Ogiwara (荻原 沙優 Ogiwara Shayū?)
 Seiyū: Kana Ichinose
Es una joven de secundaria que se matriculó en una escuela secundaria en Hokkaido. Conoce a Yoshida en su ciudad natal Tokio y vive en su casa. Antes de conocer a Yoshida, había repetido el tener relaciones sexuales con un hombre para conseguir una posada temporal, pero Yoshida le permitió vivir junto a él, con la condición de que "trabajara". El trabajo en el que se encuentra es a tiempo parcial en una tienda cerca de la casa de Yoshida. Después de que su hermano la encontrara, le da un plazo de una semana para regresar a Hokkaido. Yoshida decide acompañarla en su regreso a casa. Al llegar a su casa, es recibida con una bofetada por su madre y tras una discusión, las dos reconcilian. Al día siguiente, antes de despedirse de Yoshida, le confiesa que lo ama y espera volver a verlo. Dos años después, Sayu regresa a Tokio, reencontrándose con Yoshida en el mismo lugar donde se conocieron y regresan a vivir juntos. 
Airi Gotou (後藤 愛依梨 Gotō Ai Eri?)
 Seiyū: Hisako Kanemoto
Es una mujer que es dos años mayor que Yoshida y se jacta de tener grandes pechos. Ha estado en varias citas con Yoshida durante cinco años, por lo que este se le ha confesado. Pero su confesión fue rechazada, porque no se sentía preparada mentalmente, por lo que le promete a Yoshida que se le confesara cuando llegue el momento adecuado.
Yuzuha Mishima (三島 柚葉 Yūha Mishima?)
 Seiyū: Kaori Ishihara
Esta en la misma empresa que Yoshida. Es muy trabajadora y hace todo lo posible para hacer su trabajo mientras trata de satisfacer a Yoshida, ya que le gusta mucho.
Ao Kanda (神田 蒼 Kanda Aoi?)
Ella está un año por encima de Yoshida. En la escuela secundaria, Yoshida se le confesó. Salieron por un corto tiempo y cuando Ao se graduó, de repente desapareció y no volvió a contactarse con Yoshida, rompiendo así su relación. Más tarde, trabajó en la compañía de TI donde trabajaba Yoshida, pero se convirtió en una colega de él debido a un cambio de personal. Ella siguió enamorada de Yoshida, pero al darse cuenta de que no tiene ninguna posibilidad de volver con él, finalmente decidió cortar sus sentimientos por él y seguir adelante. Ao no aparecerá en el anime debido a limitaciones de tiempo.
Hashimoto (橋本?)
Seiyū: Yūsuke Kobayashi
Es colega y amigo cercano de Yoshida. Fue el primero en enterarse de que Sayu vive en el departamento de Yoshida.
Asami Yūki (結城 あさみ Yūki Asami?)
 Seiyū: Natsumi Kawaida
Ella es una chica de secundaria y la mejor amiga de Sayu Ogiwara que trabaja en el mismo trabajo a tiempo parcial en una tienda de conveniencia en Tokio. Asami es muy protectora con Sayu y con el paso del tiempo, las dos desarrollaron una relación cercana, similar a la de una hermana, y a menudo estudian juntas durante sus descansos. Dos años después, estudia en la universidad aspirando a ser novelista y fue la que organizó el reencuentro entre Sayu y Yoshida.
Kyouya Yaguchi (矢口 鏡夜 Yaguchi Kyouya?)
 Seiyū: Ryota Osaka
Compañero de trabajo de Sayu y Asami. Fue uno de los hombres con el que Sayu tuvo relaciones sexuales a cambio de hospedarse.
Issa Ogiwara (荻原 一颯 Ogiwara Issa?)
 Seiyū: Kosuke Toriumi
Es el director ejecutivo de una empresa de alimentos y el hermano mayor de Sayu. Después de que su hermana huyera de casa, Issa logró encontrarla en Tokio para convencerla de regresar a casa.
Yuuko Masaka (真坂 結子 Masaka Yuuko?)
 Seiyū: Manaka Iwami
Era amiga cercana de Sayu Ogiwara y compañera de clase en Hokkaido. Debido a la popularidad de Sayu entre los chicos, un grupo de chicas estaban celosas de ella, pero como no podían hacerle algún daño a ella, se desquitaron con Yuuko en su lugar porque la consideraban fea. Al no soportar el maltrato, se suicidó lanzándose desde la terraza del colegio. Esto ocasionó que Sayu escapara de casa, ya que su madre creía que ella forzaba a su amiga a suicidarse.
Sra. Ogiwara
 Seiyū: Ryoka Yuzuki
La madre de Sayu. Ella culpó a su hija por la muerte de Yuuko, lo cual hizo que Sayu se fuera de casa. Ella parece preocuparse más por los logros y necesidades de Issa más que por su propia hija; cuando Sayu todavía vivía en casa, rara vez le mostraba a Sayu algún tipo de amor/afecto materno, a menudo siendo dura y fría con ella; incluso llegó a no permitir que su hija saliera con sus amigos. Para cuando estaba embarazada de Sayu, su esposo que era mujeriego, ya se había mudado con otra mujer y le había dicho que se hiciera un aborto. Ella se negó y dio a luz a Sayu, con la esperanza de tener una última oportunidad de poder quedarse con su marido, pero él se fue. Para ella, Sayu simplemente se convirtió en una prueba de que su esposo ya no la amaba, de modo que desarrolló un odio hacia su hija. Ella recibió a Sayu con una bofetada en la cara cuando ésta regresó a casa y tras una discusión las dos se reconcilian.
Saitō
Era compañero de clases de Sayu y miembro del club de baloncesto. Al inicio del segundo año, Saitō le confesó a Sayu, pero ella lo rechazó alegando que no entendía bien el amor. Sin que él lo supiera, Saitō era el interés amoroso de Yuzuki.
Yuzuki
Compañera de clases de Sayu y líder del grupo de chicas que acosaron a Yuuko. Estaba enamorada de Saitō, por lo que se puso molesta con Sayu porque ella no era consciente de que era popular entre los chicos. Al ver que Sayu desarrolló una amistad con Yuuko, Yuzuki y su grupo comenzaron a acosar a esta última para que Sayu termine su amistad con ella y se haga amiga de Yuzuki. Como Sayu se negó a ser su amiga, Yuzuki y su amigas intensificaron el acoso a Yuuko, lo que hizo que ella se suicidara.

## Contenido de la obra

### Novela ligera
Hige wo Soru. Soshite Joshi Kōsei wo Hirou. es escrito por Shimesaba. Fue serializada en línea del 8 de marzo de 2017 al 3 de agosto de 2018 en el sitio web de novelas generadas por usuarios Kakuyomu. Posteriormente fue publicada por Kadokawa Shōten, siendo recopila en cinco volúmenes bajo su sello Kadokawa Sneaker Bunko desde el 1 de febrero de 2018 hasta el 1 de junio de 2021. Kadokawa está publicando las novelas digitalmente en inglés. Yen Press también publicará su propio lanzamiento de la serie.
| Volúmenes de novelas ligeras publicadas | Volúmenes de novelas ligeras publicadas | Volúmenes de novelas ligeras publicadas |
| Número                                  | Fecha de publicación                    | ISBN                                    |
| --------------------------------------- | --------------------------------------- | --------------------------------------- |
| 1                                       | 1 de febrero de 2018                    | ISBN 978-4-04-106475-7                  |
| 2                                       | 1 de junio de 2018                      | ISBN 978-4-04-107084-0                  |
| 3                                       | 1 de enero de 2019                      | ISBN 978-4-04-107085-7                  |
| 4                                       | 1 de agosto de 2020                     | ISBN 978-4-04-108260-7                  |
| 5                                       | 1 de junio de 2021                      | ISBN 978-4-04-108262-1                  |

### Manga
Una adaptación a manga con arte de Imaru Adachi se ha serializado en la revista de manga Gekkan Shōnen Ace de Kadokawa Shōten desde el 26 de noviembre de 2018 hasta 24 de enero de 2025. Kadokawa Shōten recopila sus capítulos individuales en volúmenes tankōbon. El primer volumen se publicó el 25 de mayo de 2019, y hasta el momento se han lanzado trece volúmenes. En marzo de 2021, One Peace Books anunció su licencia para el manga en inglés y comenzaría a lanzar la serie en octubre de 2021.
| Volúmenes de manga publicados | Volúmenes de manga publicados | Volúmenes de manga publicados |
| Número                        | Fecha de publicación          | ISBN                          |
| ----------------------------- | ----------------------------- | ----------------------------- |
| 1                             | 25 de mayo de 2019            | ISBN 978-4-04-108351-2        |
| 2                             | 26 de octubre de 2019         | ISBN 978-4-04-108857-9        |
| 3                             | 26 de mayo de 2020            | ISBN 9784041094525            |
| 4                             | 25 de noviembre de 2020       | ISBN 978-4-04-109453-2        |
| 5                             | 26 de marzo de 2021           | ISBN 978-4-04-111204-5        |
| 6                             | 26 de agosto de 2021          | ISBN 978-4-04-111707-1        |
| 7                             | 25 de febrero de 2022         | ISBN 978-4-04-111708-8        |
| 8                             | 26 de julio de 2022           | ISBN 978-4-04-112721-6        |
| 9                             | 26 de diciembre de 2022       | ISBN 978-4-04-113268-5        |
| 10                            | 26 de junio de 2023           | ISBN 978-4-04-113828-1        |
| 11                            | 26 de febrero de 2024         | ISBN 978-4-04-114553-1        |
| 12                            | 25 de octubre de 2024         | ISBN 978-4-04-115179-2        |
| 13                            | 24 de marzo de 2025           | ISBN 978-4-04-115821-0        |

### Anime
El 26 de diciembre de 2019, Kadokawa Sneaker Bunko anunció una adaptación al anime. Se reveló que la adaptación era una serie de televisión producida por Dream Shift, animada por Project No.9 y dirigida por un director bajo el seudónimo de Manabu Kamikita, con Deko Akao a cargo de la composición de la serie y Takayuki Noguchi diseñando los personajes. Tomoki Kikuya está componiendo la música de la serie. La serie se emitió del 5 de abril al 28 de junio de 2021 en AT-X, Tokyo MX y BS11. DIALOGUE+ interpretó el tema de apertura de la serie «Omoide Shiritori» (おもいでしりとり?), mientras que Kaori Ishihara interpretó el tema de cierre de la serie «Plastic Smile». La serie contó 13 episodios. Crunchyroll obtuvo la licencia de la serie fuera del sudeste asiático. Muse Communication obtuvo la licencia de la serie en el sudeste asiático y el sur de Asia.

#### Lista de episodios
| N.º | Título | Dirigido por    | Escrito por     | Fecha de emisión original |
| --- | --- | --------------- | --------------- | ------------------------- |
| 1 | «La adolescente bajo el poste de luz» Transcripción: «Denchū no Shita no Joshi Kōsei» (en japonés: 電柱の下の女子高生) | Geisei Morita   | Deko Akao       | 5 de abril de 2021        |
| Después de ser rechazado románticamente por su superior e interés amoroso Airi Gotou, Yoshida va a beber para desahogar su angustia. De camino a casa, borracho a altas horas de la noche en las carreteras de Tokio, descubre a una colegiala en uniforme debajo de un poste de luz. Ella le ofrece tener sexo con él a cambio de un alojamiento temporal, a lo que él se niega, aunque él capitula en darle cobijo por una noche libremente, con el objetivo de expulsarla al día siguiente. A la mañana siguiente, Yoshida se despierta con el olor a sopa de miso en la cocina, algo por lo que la niña lo escuchó murmurar antes de quedarse dormido. A través de la discusión, se entera de su nombre, Sayu Ogiwara, y de que se escapó de su casa en Hokkaido seis meses antes. Desde entonces, ha sobrevivido seduciendo a los hombres por las calles de Tokio, lo que Yoshida concluye que se logró utilizando el encanto de su falsa alegría. Cuando se le pregunta por sus padres, da a entender que probablemente estén mejor o más felices sin ella. Con el dinero como un tema crítico, Yoshida le permite quedarse con él por un período de tiempo más largo a cambio de hacer los quehaceres de la casa, y con énfasis en que debe trabajar para, en última instancia, volverse autosuficiente a través del trabajo. Yoshida le proporciona ropa y otros recursos adecuados, pero exige que se gane el respeto por sí misma y la publicidad que los hombres que voluntariamente se acostaron con ella en el pasado son explotadores. Estos pensamientos sobre la vileza de las personas y la falta de decencia general se exploran más a fondo durante sus reflexiones personales. Consciente del hecho de que esta situación podría equivaler a un secuestro sin la oficialización de un proceso de adopción, las preocupaciones de Yoshida crecen a medida que se da cuenta de los titulares de casos de secuestro inequívocos en las noticias. El único que conoce este arreglo es Hashimoto, el amigo de Yoshida; sin embargo, las chicas del trabajo han notado cómo Yoshida pasó de ser un vago a un hombre de aspecto afilado: una señal, según ellas, de que probablemente tenga novia. | |                 |                 |                           |
| 2 | «Teléfono móvil» Transcripción: «Keitai» (en japonés: 携帯)                                                            | Tarō Kubo       | Deko Akao       | 12 de abril de 2021       |
| Yoshida quiere comprar un teléfono celular para Sayu para poder contactarla fácilmente, y Sayu admite haber descartado el suyo en respuesta a recibir llamadas no deseadas de sus antiguos compañeros en Hokkaido. Ella insiste en que no necesita uno nuevo, pero le agradece que le haya comprado un humectante con alegría. Al notar sus sonrisas artificiales, la confronta, acusándola de esconder su verdadero yo detrás de un barniz de semblantes fabricados y un comportamiento sintético jocund. Sayu acepta moderar y moderar estos hábitos lo más rápido posible, viendo sus requisitos como una expansión de sus libertades en lugar de una restricción. En el trabajo, Yoshida determina que una de sus subordinadas, una programadora de computadoras llamada Yuzuha Mishima, ha preparado o enviado un código defectuoso para un proyecto en el contexto de una fecha límite ajustada. Al comprender las posibles ramificaciones, Yuzuha se queda hasta tarde para corregir su código, y Yoshida entrega comida a su escritorio a cambio. Ella pregunta si él ha comenzado a salir recientemente o no, y Yoshida revela que, en marcada desviación, en realidad fue rechazado recientemente, nada menos que por Gotou. Yuzu ve esto como una oportunidad y le pide que salga a tomar algo en algún momento. Al día siguiente, Yoshida regresa a un centro comercial con Hashimoto para seleccionar un teléfono para Sayu, y su complicado proceso hace que Hashimoto le advierta que no deje que Sayu se encariñe demasiado o se haga querer por él; o peor aún, enamorarse él mismo de ella. También notando una transformación en su apariencia y comportamiento, habiéndolo manejado durante cinco años, Gotou lo invita a cenar por razones curiosas, creyendo que está saliendo con Yuzuha. Yoshida rápidamente refuta esto, así como la idea de que está saliendo con alguien tan rápido después de ser rechazado por ella, confundido sobre por qué ella lo invitaría a cenar por asuntos tan triviales. Al regresar a casa después de comer, es recibido por Sayu, quien expresa preocupación por su abatimiento y lo consuela con un abrazo y sopa de miso. Él le presenta el teléfono inteligente y, mientras se agregan como contactos, internaliza aún más la incredulidad de que alguna vez podría enamorarse de Sayu o de cualquier niña menor de edad. Sayu recibe el regalo más como una representación especial de su amistad que como un objeto con funcionalidad material, lo que lo lleva a reflexionar sobre cómo este lado más nuevo y auténtico de su personalidad refleja su relación. | |                 |                 |                           |
| 3 | «Viviendo juntos» Transcripción: «Kyōdō Seikatsu» (en japonés: 共同生活)                                               | Hodaka Kuramoto | Deko Akao       | 19 de abril de 2021       |
| Sayu comienza a preocuparse por cómo resultaría su vida con Yoshida. Ella comienza a pensar que una vez que él tenga novia, la echará a patadas como lo hicieron todos los hombres después de que se aburrieron de ella. Sayu comienza a preocuparse cada vez más por cómo se desarrollaría su relación con Yoshida. Luego recibe un mensaje de él diciendo que va a ver una película con un colega. Por curiosidad, ella intenta seguirlo solo para descubrir que está siendo abrazado por el colega del que estaba hablando, Mishima Yuzuha. Cuando Yoshida finalmente llega a casa, busca a Sayu pero no la encuentra por ningún lado. Luego sale del apartamento y comienza a correr, tratando desesperadamente de encontrarla. Roto y destrozado, Sayu odia admitir que se siente celosa por los dos. Por mera coincidencia, Sayu está sentada en un banco en un parque cercano donde Mishima también se sentaría normalmente mientras espera que llegue el tren. Y así, se encuentran. Abrieron un tema sobre conocer a una persona que no tiene ninguna razón para ser amable, pero que lo es de todos modos, y que ambos habían conocido a esa persona. Yoshida finalmente encuentra a Sayu con Mishima, y las dos chicas terminan hablando de la misma persona, Yoshida. Sayu se fue a casa con Yoshida y cuando llegaron allí, ella trata de seducirlo, pensando que no está haciendo nada lo suficientemente bueno como para que él la deje quedarse y que esta es la única manera de pagar sus buenas obras. Yoshida se niega y simplemente dice que solo su presencia hace que su hogar se sienta más agradable. | |                 |                 |                           |
| 4 | «Trabajo de medio tiempo» Transcripción: «Baito» (en japonés: バイト)                                                  | Akira Katō      | Yūsuke Kaneko   | 26 de abril de 2021       |
| Sayu y Yoshida están de acuerdo en que sería mejor si ella consiguiera un trabajo a tiempo parcial, por lo que Sayu se une a la tienda de conveniencia más cercana como trabajadora a tiempo parcial, donde conoce a Asami Yuki, quien es su mayor. Asami luego se une a Sayu en su camino de regreso a casa por curiosidad mientras confunde la relación de Yoshida y Sayu con algo diferente. Ambos le mienten a Asami diciéndole que se conocen desde hace mucho tiempo y que Yoshida solía cuidar a Sayu cuando era pequeña. Asami ve a través de la mentira pero actúa como si la aceptara, pero luego se enfrenta a Yoshida cuando la acompaña a su casa. Él todavía no le revela la historia de Sayu. Al mismo tiempo, al ver a Yoshida actuando diferente, Airi Gotou lo invita una vez más a cenar, pensando que está en una relación con Mishima, donde ella confiesa que lo ama y que nunca antes había tenido novio. Ella admite que lo rechazó porque no se siente mentalmente preparada para iniciar una relación amorosa, pero promete que cuando esté lista ella será quien le confiese a Yoshida. Luego, Yoshida se ve obligado a revelarle a Gotou que vive con Sayu. El episodio termina cuando Yoshida le informa a Sayu que traerá a Gotou para que la conozca, lo que lleva a Sayu una vez más a llegar a la conclusión equivocada de que la va a echar, lo que una vez más se demuestra que está equivocado cuando explica que traerá a Gotou, solo para conocerla. | |                 |                 |                           |
| 5 | «Realidad» Transcripción: «Genjitsu» (en japonés: 現実)                                                                | Aya Kobayashi   | Yūsuke Kaneko   | 3 de mayo de 2021         |
| El episodio comienza con Gotou y Yoshida viajando a su casa. se desprende de su conversación que ella tiene dudas sobre la situación. Ella también confirma la historia con Sayu y sin demora le pregunta cómo se comporta Yoshida con ella y si ha hecho algo extraño. Gotou acepta su respuesta de no por el momento y pide una conversación en privado. Sayu envía a Yoshida a la tienda de conveniencia mientras hablan. De camino a la tienda, se encuentra con Mishima, quien procede a acompañarlo a la tienda. Mientras tanto, Gotou y Sayu tienen una conversación sobre el pasado de Sayu y su futuro y Sayu termina llorando sobre sus hombros; Al salir de la tienda, Mishima pregunta si puede quedarse en su casa por la noche y pregunta una vez más sobre sus relaciones con Sayu y Gotou y también revela que los ha estado siguiendo desde la oficina después de ver a Gotou y Yoshida hablando en secreto y disculparse. para ello y hablar sobre quién es más importante en la vida de Yoshida, Gotou o Sayu. Sayu también pregunta sobre los sentimientos de Gotou sobre Yoshida; Yoshida escolta a Gotou a la estación de tren, hablando de él y Sayu. El episodio termina con Gotou diciendo que ella lo animará a él y a Sayu también, dándoles así su apoyo. | |                 |                 |                           |
| 6 | «Cielo estrellado» Transcripción: «Hoshizora» (en japonés: 星空)                                                       | Yūya Horiuchi   | Satoru Sugisawa | 10 de mayo de 2021        |
| Un nuevo empleado llamado Yaguchi Kyouya comienza en la tienda de conveniencia en la que trabaja Sayu. Sayu lo reconoce de inmediato como uno de los hombres con los que se acostó cuando aún era una fugitiva. A pesar de sus intentos de evitarlo después del trabajo, él la sigue y le pregunta si se queda con alguien y quiere ir a donde se queda, usando la amenaza de exponer su pasado al gerente del lugar donde trabaja como su chantaje. Sayu acepta a regañadientes y le dice a Yoshida. En el apartamento, Yaguchi intenta tener relaciones sexuales con ella a la fuerza a pesar de su resistencia. Yoshida irrumpe durante el acto y lo echa físicamente del apartamento. Yaguchi comienza a cuestionar las acciones de Yoshida cuando se le confronta, preguntándole si sus acciones santurronas al proteger a Sayu son más legales que tener relaciones sexuales con Sayu. Yoshida le dice que se mantenga alejado de Sayu, pero es reacio a ir tras él, sabiendo que técnicamente no puede denunciarlo porque se equivoca demasiado legalmente. Luego consuela a Sayu mientras llora, diciéndole que solo quiere protegerla y que se convierta en una adolescente normal. En el trabajo, Asami quema una mecha cuando deduce lo que sucede y le exige a Yaguchi que se disculpe con Sayu, y él decide retroceder, comentando que tiene "dos perros guardianes para protegerla". Sayu y Asami deciden pasar el rato después del trabajo y mientras camina le cuenta a Asami sobre su pasado. Asami lleva a Sayu a su lugar favorito para observar las estrellas y le cuenta sobre su pasado, explicando que sus padres siempre estaban ocupados y querían que se convirtiera en abogada, pero ella no quería y en cambio decidió convertirse en una niña gyaru y estudiar literatura. Ella le dice después de reflexionar un poco sobre la vida después de un viaje de observación de estrellas con su padre, que todos tienen un camino por el que recorrerán la vida. A través de un abrazo entre lágrimas, consuela a Sayu y le dice que si recorrió el camino para llegar a su punto actual en la vida, ciertamente puede regresar a él. | |                 |                 |                           |
| 7 | «Añoranza» Transcripción: «Renbo» (en japonés: 恋慕)                                                                   | Tarō Kubo       | Deko Akao       | 17 de mayo de 2021        |
| Mientras trabajan, Sayu y Asami comienzan a notar que un automóvil negro con vidrios polarizados aparece con frecuencia fuera de la tienda, como si estuvieran observando la tienda. Durante una sesión de estudio en el apartamento, comienzan a discutir su futuro y Sayu se pregunta qué les depara el futuro. En el trabajo, Mishima está claramente celosa de la estrecha relación entre Gotou y Yoshida y decide invitarla a almorzar para conocer las verdaderas intenciones de Gotou. Se entera de que Gotou también sabe que Sayu se queda en casa de Yoshida, pero se sorprende al saber que a Gotou no le importa demasiado, ya que cree que intentar corregir las cosas por la fuerza será contraproducente y, en cambio, dejará que todo salga naturalmente. Enfurecida por su respuesta, ella proclama que tiene más miedo de perder las cosas que quería cuando no actuó de acuerdo con sus sentimientos. Gotou está bastante tranquilo sobre esto y señala que las cosas saldrán bien si esperan, para gran frustración de Mishima. Después del trabajo, Mishima intenta conseguir el número de teléfono de Yoshida, pero no sabe por qué lo quiere, ya que no cree que tenga nada interesante de qué hablar con ella. Ella no está contenta con su respuesta y le dice que cree que él está siendo egocéntrico al tratar de ayudar a los demás. Ella termina confesándole lo que siente por él y le pide una cita a través de un mensaje de texto, a lo que él acepta. Continúa pensando en los comentarios de Mishima en casa, y más tarde, mientras trata de ayudar a lavar la ropa, tiene un momento cercano accidental con Sayu. Mientras Yoshida se ducha, Sayu descubre una caja con sus pertenencias antiguas, incluido su anuario de la escuela secundaria, y luego se entera de que tenía una novia mayor en la escuela secundaria. Él recuerda esto y habla de ella, luego dirige el tema a la razón por la que continúa ayudando a los demás porque quiere ver a otras personas felices al cuidarlas. Un día en el trabajo, Sayu y Yaguchi están de servicio cuando el auto negro regresa y un hombre bien vestido sale y entra a la tienda. Al darse cuenta de que Sayu se siente incómodo por lo que está sucediendo, Yaguchi la esconde en la oficina del gerente y en su lugar habla con el hombre, descubriendo que es el hermano mayor de Sayu, Ogiwara Kazuto. Kazuto le pregunta si Sayu trabaja allí y él le dice que nunca ha oído hablar de ella. Después de que Kazuto se va, Yaguchi le dice que parece que Kazuto se toma en serio traer a Sayu de regreso a casa, y ella se da cuenta de que tiene que tomar una decisión pronto. | |                 |                 |                           |
| 8 | «Festival de verano» Transcripción: «Natsumatsuri» (en japonés: 夏祭り)                                                | Hodaka Kuramoto | Deko Akao       | 24 de mayo de 2021        |
| Para tratar de evitar a su hermano y sus guardaespaldas que todavía la están buscando, Sayu se dirige a la tienda de comestibles para hacer algunas compras, donde casualmente se encuentra con Mishima. Ella le dice a Mishima lo que está pasando y para escapar de la partida de búsqueda, Mishima la lleva a un bar de karaoke. Ella le hace saber a Yoshida dónde están para que no corra por la ciudad nuevamente buscando a Sayu. Después de una sesión de karaoke, Mishima le pregunta si sabe que se le está acabando el tiempo y qué planea hacer Sayu con respecto a su relación con Yoshida después de que tengan que separarse, especialmente si tienen que separarse sin una despedida adecuada, a lo que Sayu no tiene respuesta. Yoshida viene a recoger a Sayu, y Mishima tiene que ocultar sus celos al ver su relación cercana. Después de que se van, ella rompe a sollozar, preguntándose por qué Yoshida no la mira de la misma manera que mira a Sayu. Mientras camina a casa, Sayu nota un cartel de un festival de verano cercano que se llevará a cabo al día siguiente, y Yoshida sugiere que los dos vayan a visitarlo. En el festival, ella le confía que nunca ha estado en un festival con ninguno de sus amigos. Los dos disfrutan de un buen momento allí, y Sayu aprovecha la oportunidad para tomar su mano con el pretexto de no perderse fácilmente. Mientras miran los fuegos artificiales, Yoshida se pregunta cómo sería su vida sin Sayu y se da cuenta de que estaría bastante solo sin ella. Mientras caminaba a casa junto a la orilla del río, ella le dice que en sus estancias anteriores en otros lugares siempre usaba un nombre falso, pero que por alguna razón la primera vez que lo conoció, accidentalmente dejó que su nombre real se le escapara, y se pregunta. por qué lo hizo por él. Sin saber cómo responder, le da una palmadita en la cabeza y le dice que debe irse a casa, a lo que ella accede. Antes de irse a casa, ella le pregunta la primera vez que se conocieron si todavía la llevaría a casa si fuera adulta. A la mañana siguiente, llaman a la puerta y, para su sorpresa, es Ogiwara. | |                 |                 |                           |
| 9 | «Pasado» Transcripción: «Kako» (en japonés: 過去)                                                                      | Akira Katō      | Satoru Sugisawa | 31 de mayo de 2021        |
| Ogiwara le dice a Sayu que vuelva a casa, y los dos comienzan a discutir sobre esto. Según Ogiwara, su madre está preocupada buscándola, pero Sayu ve a través de esto ya que su madre simplemente no quiere que nadie hurgue en su casa después de que se revela que su escuela sospecha dónde está exactamente Sayu. Luego, los dos hermanos tienen una charla uno a uno juntos, donde Ogiwara revela que su madre le ha estado preguntando constantemente si ha encontrado a Sayu y que él la ayudará en cada paso, incluso ayudándola a comprar una semana más para pensar en ello. Después de que Ogiwara se va, invita a Asami y comienza a transmitirles a ella y a Yoshida más detalles sobre su pasado. Cuando estaba en la escuela, no se esforzaba demasiado en nada, lo que hacía que la mayoría de la gente la evitara. Sin embargo, terminó haciéndose amiga de otra chica, Yuuko, que estaba en una situación similar a la de una paria social de clase y las dos se hicieron buenas amigas. Durante este tiempo, Yuuko está siendo intimidada por un grupo de chicas que están celosas de la apariencia de Sayu y la atención que recibe de los chicos y decide desquitarse con Yuuko en su lugar. A pesar de que Sayu la defiende y trata de animarla, las cosas empeoran cuando un día Sayu encuentra a Yuuko parada en la azotea de la escuela. Sayu intenta hablar con ella, pero Yuuko le explica que cree que Sayu podría hacerlo mejor que una chica miserable y solitaria como ella y luego se lanza desde la terraza, ocasionándole la muerte frente a una horrorizada Sayu. En el inminente alboroto que sigue, la madre de Sayu la culpa por la atención no deseada e incluso la acusa de haber matado a Yuuko. Una furiosa Sayu decide irse de la casa a pesar de que Ogiwara le suplica que no lo haga (le da algo de dinero para ayudar cuando se da cuenta de que no puede cambiar de opinión). Ella termina quedándose sin dinero y se deprime por su situación, pensando que nadie se preocupará por ella. Para compensar su soledad y su situación de vida, luego pasa a vivir con extraños al azar a cambio de sexo, que culmina con su encuentro con Yoshida. Asami y Yoshida la consuelan mientras llora, y más tarde, cuando los dos discuten sobre las circunstancias de Sayu, Asami le pregunta qué planea hacer por ella. | |                 |                 |                           |
| 10 | «Prueba» Transcripción: «Shōmei» (en japonés: 証明)                                                                    | Aya Kobayashi   | Yūsuke Kaneko   | 7 de junio de 2021        |
| Durante el almuerzo, Mishima y Hashimoto se enteran por medio de Yoshida sobre la partida de Sayu y le mencionan que es mejor quedarse como un extraño por ahora en los asuntos de su familia. Esa noche, de camino a casa, se encuentra de nuevo con Ogiwara, quien le pide disculpas por juzgarlo al principio. Ogiwara también le agradece por cuidar bien a Sayu, y le da un breve trasfondo de su complicada historia familiar: a su padre le gustaban las relaciones extramatrimoniales y trató de obligar a su madre a tener un aborto (Sayu), pero ella se negó, pensando ella haría que él también la amase. No lo hizo y terminó dejándolos, y para su madre fue una prueba de que Sayu era un lastre para la familia. Sayu aprendió muy rápidamente cuando era niña por qué su madre no la amaba, y a los ojos de Ogiwara, Yoshida fue la primera persona que realmente se preocupó por Sayu. Mientras Yoshida ayuda a Sayu a prepararla para volver a casa, ella pide salir tarde en la noche y resulta que quiere ir al mismo lugar para observar las estrellas al que Asami la llevó antes. Ella habla sobre aprender a aceptar su pasado y enfrentarlo de frente con la ayuda de Asami, y que realmente disfrutó de la compañía de Yoshida y su ayuda y desea quedarse con él para siempre, pero que necesita regresar a casa para terminar el paso final de confrontando su pasado. Ambos terminan compartiendo un abrazo entre lágrimas bajo las estrellas. El día antes de que Sayu tenga que irse, Mishima y Hashimoto le sugieren a Yoshida que acompañe a Sayu a Hokkaido, preguntándole si cree que es una buena idea que Sayu se enfrente a su madre a solas. Mientras piensa en ello, recibe una llamada telefónica desesperada de Asami, quien responde frenéticamente que no puede encontrar a Sayu por ningún lado. Yoshida, presa del pánico, sale del lugar de trabajo para ir a buscarla, y el resto de la pandilla se suma para ayudar a cubrir su trabajo y ayudar a buscarla. Mientras conduce para buscarla, Hashimoto le da a Yoshida un control de la realidad al mencionar que realmente quiere ir con ella, pero nuevamente está siendo demasiado abnegado y pasivo al dejar que Sayu regrese sola a casa. Afortunadamente, Gotou logra localizar a Sayu después de encontrarla caminando sola por la calle, ya que Sayu solo quería caminar y visitar a Yoshida en su lugar de trabajo por primera vez, para alivio de Yoshida. Esa noche, Sayu pide dormir junto a Yoshida, y mientras hablan, Yoshida le dice que planea ir con ella a ver a su mamá. | |                 |                 |                           |
| 11 | «Decisión» Transcripción: «Kakugo» (en japonés: 覚悟)                                                                  | Yasuyuki Ōishi  | Deko Akao       | 14 de junio de 2021       |
| A la mañana siguiente, Asami los despide antes de emprender su vuelo a Hokkaido. Ogiwara felicita a Yoshida por su decisión de tomarse un tiempo solo para escoltar a Sayu de regreso a casa, mientras que Sayu emocionada habla de que es su primera vez en un avión. Después de aterrizar, Ogiwara toma un desvío a Sapporo por negocios y les pide a Yoshida y Sayu que pasen el rato en la ciudad durante unas horas antes de ir a la casa de su familia. Eligen ir a un café exclusivo y, mientras disfrutan de sus bebidas, Sayu ve a varios amigos reír y hablar juntos afuera. Ella le comenta a Yoshida que cuando era niña, su madre nunca la dejaba salir con amigos, por lo que está feliz de pasar tiempo con Yoshida siempre que puede. Ogiwara vuelve a recogerlos y, en el camino de regreso, Sayu le pide que se desvíe hacia su antigua escuela secundaria. Al amparo de la oscuridad, Yoshida y Sayu se escabullen a la azotea de la escuela, aunque Yoshida está claramente nervioso de entrar sin autorización en los terrenos de la escuela. Cuando Sayu sale a la azotea, una avalancha de emociones amenaza con superarla con sus recuerdos pasados con el regreso de Yuuko. Agarrándose de una cerca recién instalada en la azotea, solloza mientras comienza a culparse a sí misma por empujar a Yuuko por el borde. Yoshida toma su mano, diciéndole que eran los mejores amigos del otro, y que Yuuko hubiera querido que ella sonriera y dejara el pasado en la azotea, lo que lleva a Sayu a llorar en los brazos de Yoshida. Luego, Sayu se da cuenta de su pasado y jura recordar y volver a ver a Yuuko algún día. El trío finalmente llega a la casa, y adentro, todos se sorprenden al ver a la madre de Sayu abofetear a Sayu tan pronto como se encuentran cara a cara. | |                 |                 |                           |
| 12 | «Madre» Transcripción: «Hahaoya» (en japonés: 母親)                                                                    | Geisei Morita   | Deko Akao       | 21 de junio de 2021       |
| La madre de Sayu, la Sra. Ogiwara, regaña a Sayu por seguir siendo una amenaza para sus vidas, antes de que Ogiwara calme a todos, mencionando que tienen un invitado en la casa. Se sientan en la mesa del comedor, y la Sra. Ogiwara comienza a acusar a Sayu de causar más problemas al regresar, y se pregunta de qué le sirvió quedarse con un extraño como Yoshida. Sayu responde, diciéndole que la odia y que estaba más agradecida de que Yoshida la cuidara, la sacara de las calles y la guiara como una figura paterna. La Sra. Ogiwara continúa diciéndole que Sayu continúa trayendo problemas a la familia y arruinó su reputación después del incidente, y desea que ella nunca haya dado a luz a Sayu, lo que hace que Sayu rompa a llorar. Yoshida casi arroja su bebida a la cara de la Sra. Ogiwara, pero para su crédito se detiene, en lugar de pensar en cómo nunca es culpa de un niño asumir la plena responsabilidad de acciones que aún no pueden comprender por completo. Él le dice con calma que es el deber de los padres cuidar de sus hijos, y que si la Sra. Ogiwara se niega a cuidar a Sayu, él la tomará él mismo. Pero explica que no quiere hacerlo a menos que se vea obligado a hacerlo, porque los padres son la máxima luz guía en el camino del niño. Para enfatizar su punto, se inclina en la posición de dogeza y le pide a la sorprendida Sra. Ogiwara que se encargue de Sayu. Confundida por este acto, ella tiene un colapso y ordena a todos que salgan de la habitación. Afuera, Yoshida le dice a Sayu entre lágrimas que no se dio cuenta de lo mal que estaba y se pregunta por qué Sayu no se enojará más con su madre, a lo que ella responde que lo pensó, pero que simplemente no pudo. También menciona cómo es capaz de ponerse de pie ahora sin la ayuda de Yoshida y siente que el mundo la ha perdonado. Mientras se toman de la mano y miran las estrellas, él piensa en la suerte que ha tenido de conocer a una chica como ella y se pregunta si fue el destino que tales eventos hayan sucedido. Ogiwara regresa y dice que la Sra. Ogiwara se ha calmado y dejará a regañadientes que Sayu regrese a casa, y le dice a Yoshida que está profundamente honrado por las acciones de Yoshida, que ni siquiera pensó en hacer. Yoshida pide hablar con la Sra. Ogiwara una vez más, y durante este tiempo ella menciona que pensará mucho sobre su futuro con Sayu y le pide que regrese a Tokio al día siguiente. | |                 |                 |                           |
| 13 | «Futuro» Transcripción: «Mirai» (en japonés: 未来)                                                                     | Manabu Kamikita | Deko Akao       | 28 de junio de 2021       |
| Después de que Yoshida habla con la Sra. Ogiwara, Sayu entra en la habitación para hablar con su madre. Inclinándose en la pose de disculpa, explica que se fue después de sentirse frustrada con su vida y se disculpa por esto. Si bien su madre no acepta sus disculpas, se reconcilia con ella y comienza a discutir sobre su futuro. Esa noche, mientras Yoshida está durmiendo, Sayu se arrastra debajo de las mantas con él y se acurruca a su lado. Luego sorprende a Yoshida preguntándole tímidamente si podrían tener sexo en su última noche juntos, ya que quiere "algo para recordar el uno al otro". Él se niega, diciendo que el tiempo que pasaron juntos como compañeros fue más que suficiente. A la mañana siguiente, mientras Yoshida se prepara para partir hacia Tokio, Ogiwara pide hablar con él por última vez. Insiste en pagar el vuelo de regreso de Yoshida a casa, pero Yoshida le pide que lo use para comprar ropa nueva para Sayu. Ogiwara también se burla de él diciendo que parece que Yoshida se ha enamorado de ella, y nuevamente le agradece por encontrar a Sayu y cuidar de ella durante el año pasado antes de despedirlo. Sayu también va a despedirlo por última vez, vistiendo el mismo uniforme escolar que usó el primer día que se conocieron, y reflexiona sobre cómo hubiera sido la vida si alguien más la hubiera encontrado. Ambos se revelan el uno al otro que ambos se volvieron un poco más fuertes después del tiempo juntos. Sayu luego confiesa su amor por él, y cuando Yoshida la rechaza de nuevo, ella le pregunta si la amaría si fuera adulta. Luego bromea, tal vez si ella fuera adulta, pero él sería muy mayor para entonces. Él le pide que se olvide de él, a lo que ella responde entre lágrimas que nunca lo olvidará y jura volver a visitarlo una vez más antes de que se vaya. Cuando regresa a su apartamento, se da cuenta de que ella había dejado varias cosas atrás, incluido un recetario para que él cocinara la comida y su pijama que le prestó. Se pregunta si estará bien así, solo en su apartamento por primera vez en mucho tiempo. Los créditos finales muestran a Sayu reajustándose lentamente a una vida normal nuevamente en la escuela (y finalmente graduándose) y continúa mejorando su relación con su madre, mientras Yoshida continúa disfrutando de su vida normal como asalariado. Pasan dos años y Yoshida sigue trabajando en la misma empresa con el resto de sus compañeros. Yoshida felicita a Mishima por ayudar a desarrollar una idea que se utilizará para un próximo proyecto importante, y Gotou sugiere que vayan a celebrarlo. Él declina cortésmente ya que tiene planes de reunirse con Asami para ir a observar las estrellas. Mientras camina por la calle hacia su casa, se sorprende al ver junto a la farola donde conoció a Sayu por primera vez, ella está sentada allí de nuevo. Él pregunta qué está haciendo una chica como ella fuera tan tarde, a lo que ella se burla si está bien que se quede con él por la noche. | |                 |                 |                           |

## Recepción
La serie de novelas ligeras tiene un total de más de 400,000 copias en circulación, incluidas copias digitales. La serie apareció en el cuarto lugar de la edición bunkobon de la guía anual de novelas ligeras de Takarajimasha  Kono Light Novel ga Sugoi! en 2019.